# 54720 Kentstevens
54720 Kentstevens este o planetă minoră (asteroid) din centura de asteroizi. A fost descoperită pe 15 mai 2001 la Badlands Observatory⁠(d) de Ron Dyvig⁠(d). 
Obiectul prezintă o orbită caracterizată de o semiaxă mare de 2,2009146350977 UAi, o excentricitate de 0,12225827052136, o înclinație de 4,5005971421849 ° în raport cu ecliptica.